# 科柳欽島
科柳欽島（俄語：Остров Колючин）是俄羅斯的島嶼，位於楚科奇海，由楚科奇自治區負責管轄，距離楚科奇半島11公里，長4.5公里、寬1.5公里，最高點海拔高度188米。